# Ca l'Arau (Olot)
Ca l'Arau és una obra d'Olot (Garrotxa) inclosa a l'Inventari del Patrimoni Arquitectònic de Catalunya.

## Descripció
És un edifici de dos pisos i planta baixa. A la part baixa té una arcada amb una volta de canó que comunica el carrer Sant Ferriol i la Plaça Clarà. La planta baixa i els pisos estan separats per una cornisa. Els balcons del primer i el segon pis estan acabats amb un frontó d'estil clàssic. A la part baixa té obertures rodones.